# Шорт-трек на зимових Олімпійських іграх 2022 — естафета (жінки)
Змагання з шорт-треку в естафеті 3000 метрів серед жінок на зимових Олімпійських іграх 2022 відбудуться 9 лютого (півфінали) і 13 лютого (фінали) в Столичному палаці спорту в Пекіні (КНР).
Чинні олімпійські чемпіонки - Південна Корея, а Італія та Нідерланди на Іграх 2018 року здобули, відповідно, срібну та бронзову медалі. Нідерланди виграли Чемпіонат світу 2021 року, а Франція та Італія посіли, відповідно, 2-ге і 3-тє місця. Утім, багато провідних спортсменок не взяли участі в тому чемпіонаті. Нідерланди очолювали залік Кубка світу 2021–2022 після чотирьох змагань, що відбулися перед Олімпійськими іграми, а далі розташувалися Південна Корея та Канада.

## Рекорди
Перед цими змаганнями світовий і олімпійський рекорди були такими:
| Світовий рекорд     | Нідерланди Селма Паутсма Сюзанне Схюлтінг Яра ван Керкгоф Ксандра Велзебур         | 4:02.809 | Пекін (КНР)             | 23 жовтня 2021 |
| Олімпійський рекорд | Нідерланди · Сюзанне Схюлтінг · Яра ван Керкгоф · Лара ван Рюйвен · Йорін тер Морс | 4:03.471 | Каннин (Південна Корея) | 20 лютого 2018 |

## Результати

### Півфінали
| Місце | Заїзд | Країна                     | Спортсменки                                                              | Час      | Нотатки |
| ----- | ----- | -------------------------- | ------------------------------------------------------------------------ | -------- | ------- |
| 1     | 1     | Нідерланди                 | Сюзанне Схюлтінг Сельма Паутсма Ксандра Велзебур Яра ван Керкгоф         | 4:04.133 | QA      |
| 2     | 1     | Китай                      | Хань Ютон Цюй Чуньюй Фань Кесінь Чжан Ютін                               | 4:04.383 | QA      |
| 3     | 1     | Польща                     | Нікола Мазур Наталія Малишевська Каміла Стормовська Патриція Малішевська | 4:10.074 | QB      |
| 4     | 1     | Італія                     | Аріанна Фонтана Сінтія Машітто Мартіна Вальчепіна Аріанна Вальчепіна     | 4:17.438 | QB      |
| 1     | 2     | Канада                     | Кортні Саро Флоранс Брюнель Кім Бутен Елісон Чарлз                       | 4:05.893 | QA      |
| 2     | 2     | Південна Корея             | Со Ві Мін Чхве Мін Джон Кім А Ран Лі Ю Бін                               | 4:05.904 | QA      |
| 3     | 2     | Олімпійський комітет Росії | Софія Просвірнова Катерина Єфременкова Олена Серьогіна Анна Вострикова   | 4:06.064 | QB      |
| 4     | 2     | США                        | Крістен Сантос Корін Стоддард Мааме Біней Джулі Летай                    | 4:06.098 | QB      |

### Фінали

#### Фінал B
| Місце | Країна                     | Спортсменки                                                              | Час      | Нотатки |
| ----- | -------------------------- | ------------------------------------------------------------------------ | -------- | ------- |
| 5     | Італія                     | Аріанна Фонтана Мартіна Вальчепіна Аріанна Сігель Аріанна Вальчепіна     | 4:09.688 |         |
| 6     | Польща                     | Нікола Мазур Наталія Малишевська Каміла Стормовська Патриція Малішевська | 4:10.210 |         |
|       | Олімпійський комітет Росії | Софія Просвірнова Катерина Єфременкова Олена Серьогіна Анна Вострикова   |          | PEN     |
|       | США                        | Крістен Сантос Корін Стоддард Мааме Біней Джулі Летай                    |          | PEN     |

#### Фінал A
| Місце | Країна         | Спортсменки                                                      | Час      | Нотатки |
| ----- | -------------- | ---------------------------------------------------------------- | -------- | ------- |
| 1     | Нідерланди     | Сюзанне Схюлтінг Сельма Паутсма Ксандра Велзебур Яра ван Керкгоф | 4:03.409 | OR      |
| 2     | Південна Корея | Со Ві Мін Чхве Мін Джон Кім А Ран Лі Ю Бін                       | 4:03.627 |         |
| 3     | Китай          | Цюй Чуньюй Хань Ютон Фань Кесінь Чжан Ютін                       | 4:03.863 |         |
| 4     | Канада         | Кортні Саро Флоранс Брюнель Кім Бутен Елісон Чарлз               | 4:04.329 |         |